# Nicky Pastorelli
Nicky Pastorelli (La Haya, 11 de abril de 1983) es un piloto neerlandés de automovilismo.

## Trayectoria

### Euro Fórmula 3000
En 2003, Pastorelli participó en la Fórmula 3000 Europea con la Scuderia Fama. Consiguió 2 podios y acabó 5.º en el campeonato. En 2004, fichó por el equipo Draco Junior Team. Pastorelli ganó el título con solo 1 punto de ventaja sobre Fabrizio del Monte, consiguiendo 2 victorias y 6 podios.

### Fórmula 1
Este resultado le valió una prueba con el equipo Minardi de Fórmula 1. En 2005, fue elegido como piloto de pruebas de Jordan Grand Prix y se convirtió en el primer piloto del programa de desarrollo de jóvenes pilotos de Minardi.

### Champ Car
Pastorelli debutó en el Gran Premio de Houston en la segunda carrera de la temporada, con el equipo Rocketsports Racing. Se calificó en 16.ª posición de 17 coches, y se retiró después de 29 vueltas por un problema mecánico. En la siguiente carrera, en Monterrey, acabó en 15.ª posición, y en Milwaukee Mile terminó 10.º. Su mejor resultado de la temporada fue en Montreal, donde acabó 6.º. En las 3 últimas carreras fue sustituido por el veterano Mario Domínguez.

### American Le Mans Series
En 2008 y 2009, Pastorelli compitió en la clase GT2 de la American Le Mans Series, con el equipo VICI Racing en un Porsche 911 GT3. En 2008, finalizó 8.º en la clase GT de la Dutch Supercar Challenge en un Volkswagen Passat.

## Resultados

### TCR Internacional Series
(Clave) (negrita indica pole position) (cursiva indica vuelta rápida)

| Año  | Equipo          | Auto           | 1   | 2   | 3   | 4   | 5   | 6   | 7   | 8   | 9   | 10  | 11  | 12  | 13  | 14  | 15  | 16  | 17  | 18  | 19  | 20  | 21  | 22  | Pos. | Pts. |
| ---- | --------------- | -------------- | --- | --- | --- | --- | --- | --- | --- | --- | --- | --- | --- | --- | --- | --- | --- | --- | --- | --- | --- | --- | --- | --- | ---- | ---- |
| 2016 |                 |                | BHR | BHR | POR | POR | BEL | BEL | ITA | ITA | AUT | AUT | ALE | ALE | RUS | RUS | THA | THA | SGP | SGP | MYS | MYS | MAC | MAC | -    | 0    |
| 2016 | FRD Racing Team | Ford Focus TCR |     |     |     |     |     |     |     |     |     |     |     |     |     |     |     |     |     |     | 16  | Ret |     |     | -    | 0    |